# Hanze der XVII steden
De Hanze der XVII steden was een groepering van invloedrijke kooplieden uit een aantal steden in Vlaanderen, Henegouwen, Brabant en Artesië, die gevormd werd op de Jaarmarkten van Champagne.

## Geschiedenis
De organisatie ontstond tussen 1185 en 1230. In het begin van de 13e eeuw nam ze de gestalte aan van een verbond van zeventien steden. Later werden aan dit verbond nog acht steden toegevoegd. De Hanze bedreef handel op de jaarmarkten van de Champagne en bevorderde de export van laken. De jaarmarkten in de Champagne waren van groot belang voor de handel met Italië. Toen de jaarmarkten in de Champagne op het einde van de 13e eeuw aan betekenis inboetten, verloor ook de Hanze der XVII steden haar betekenis.

## Leden
Abbeville · Amiens · Arras · Aubenton · Belle · Beauvais · Brugge · Cambrai · Châlons-en-Champagne · Diksmuide · Douai · Gent · Huy · Rijsel · Montreuil-sur-Mer · Orchies · Péronne · Poperinge · Reims · Saint-Quentin · Sint-Omaars · Tournai · Valenciennes · Ieper